# Phoenix Art Museum

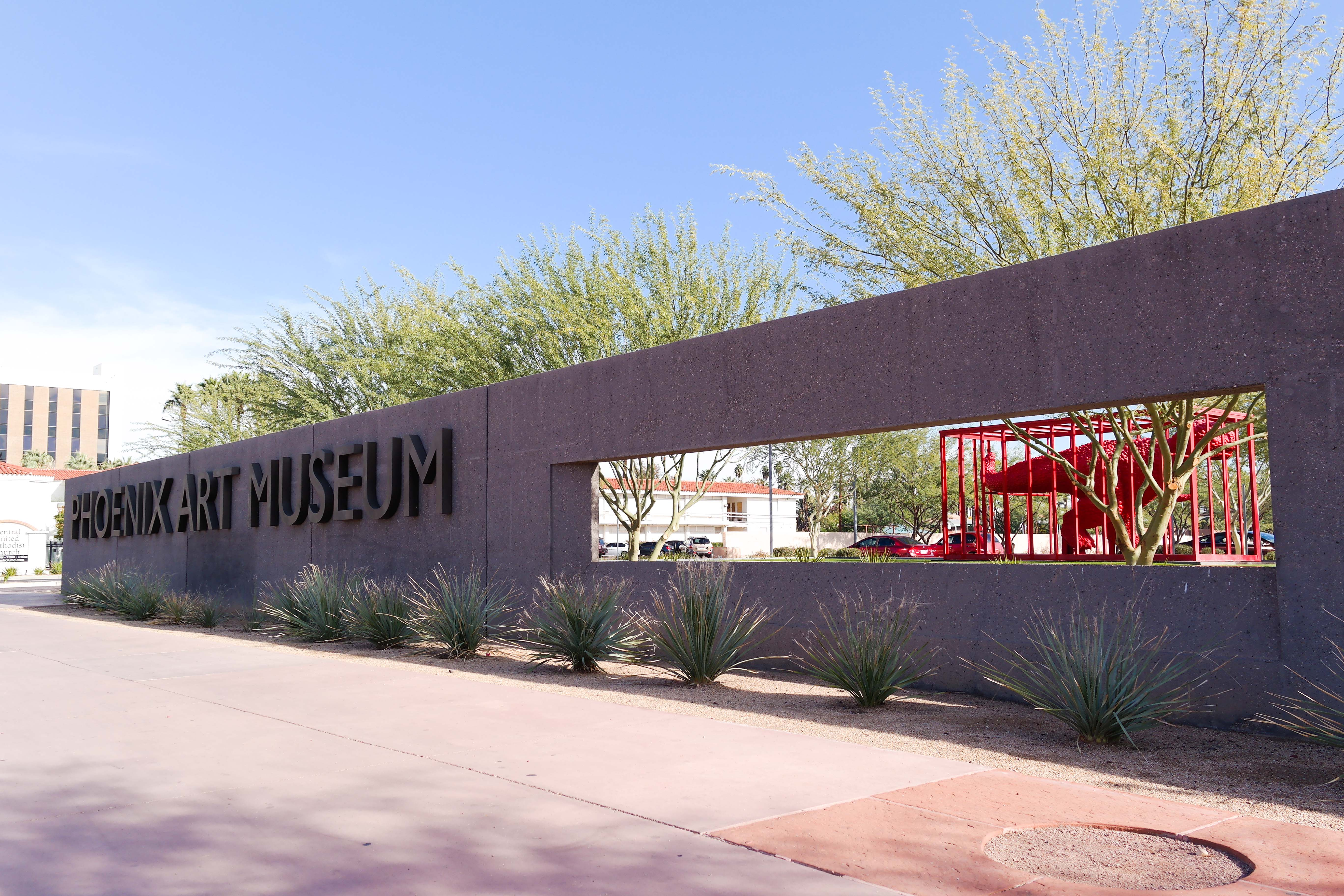
Phoenix Art Museum

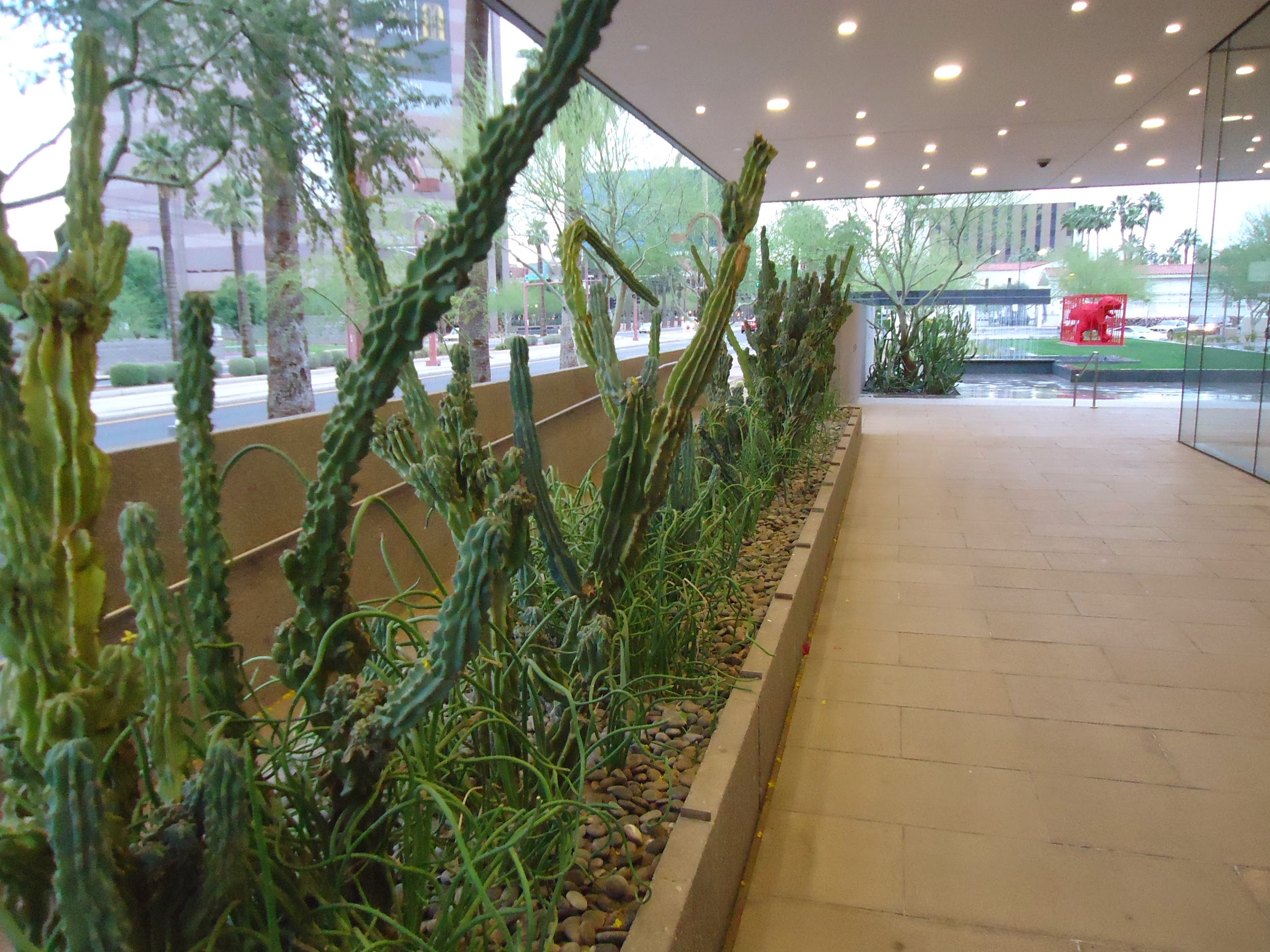
Kakteen vor dem Haupteingang des Phoenix Art Museums

Das Phoenix Art Museum ist das größte Kunstmuseum im Südwesten der Vereinigten Staaten. Es befindet sich in Phoenix, Arizona und erstreckt sich über eine Fläche von 26.477 Quadratmetern. Das Museum zeigt internationale Ausstellungen und verfügt über eine umfangreiche Sammlung von mehr als 20.000 Werken amerikanischer, asiatischer, europäischer, lateinamerikanischer, westlicher, moderner und zeitgenössischer Kunst sowie Modedesign.

## Geschichte
Nach der Gründung des Bundesstaates Arizona im Jahr 1912 rief der Phoenix Women’s Club in Zusammenarbeit mit dem Arizona State Fair Committee ein Kunstprogramm ins Leben. Im Jahr 1915 erwarb der Club das Gemälde Egyptian Evening von Carl Oscar Borg für 125 US-Dollar und übergab es der Stadt Phoenix zur Gründung einer städtischen Kunstsammlung. Im Jahr 1936 wurde das Phoenix Art Center unter der Leitung des Malers Philip C. Curtis im Rahmen des Federal Art Project der Works Progress Administration gegründet. Der Erfolg des Zentrums führte 1940 zur Gründung der Civic Center Association, die Geld für den Bau eines neuen Gebäudes auf einem 2,6 Hektar großen Grundstück sammelte, das von den Erben von Adolphus Clay Bartlett gestiftet worden war. Anfang der 1950er Jahre wurde der Architekt Alden Dow mit dem Entwurf eines Komplexes beauftragt, der die Phoenix Public Library, das Phoenix Little Theater und das neue Phoenix Art Museum beherbergen sollte.
Das Museum wurde am 18. November 1959 eröffnet und am 21. November 1959 offiziell eingeweiht. Im Jahr 1965 wurde das Museum von 2300 Quadratmetern auf 6700 Quadratmeter erweitert. Weitere Erweiterungen erfolgten 1996 und 2006 unter der Leitung der New Yorker Architekten Tod Williams Billie Tsien Architects, wodurch sich die Fläche des Museums mehr als verdoppelte. Diese Erweiterungen beinhalteten neue Ausstellungsräume, ein Theater mit 300 Sitzplätzen, eine Forschungsbibliothek, Studio-Klassenräume, die PhxArtKids Gallery und ein Café. Im Jahr 2006 wurden der Ellen and Howard C. Katz Wing for Modern Art, die Heather and Michael Greenbaum Museum Lobby, ein erweiterter Museumsshop und der 3700 Quadratmeter große Bennett and Jacquie Dorrance Sculpture Garden eröffnet. Ein neuer Eingang vom nördlichen Parkplatz wurde mit einem freitragenden Vordach versehen, das einen großen Außenpavillon bildet.

## Sammlungen
Das Phoenix Art Museum besitzt eine Sammlung bildender Kunst und Kunstgewerbe aus Nord-, Mittel- und Südamerika, Europa und Asien. Modedesign, zeitgenössische und moderne Kunst werden ebenfalls auf über 25.000 Quadratmetern ausgestellt.

### Amerikanische Kunst

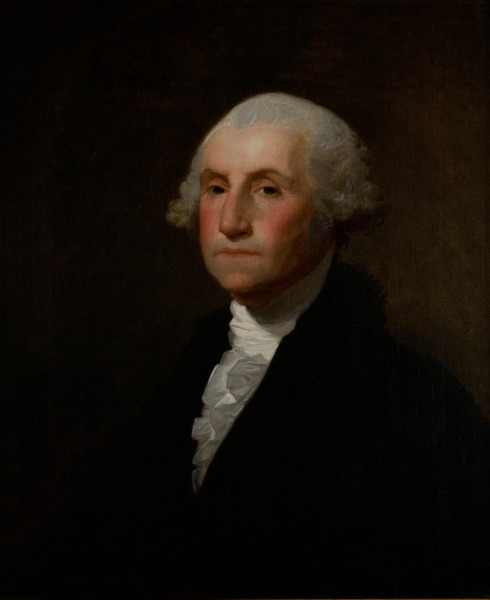
Gilbert Stuart (1755–1828) George Washington
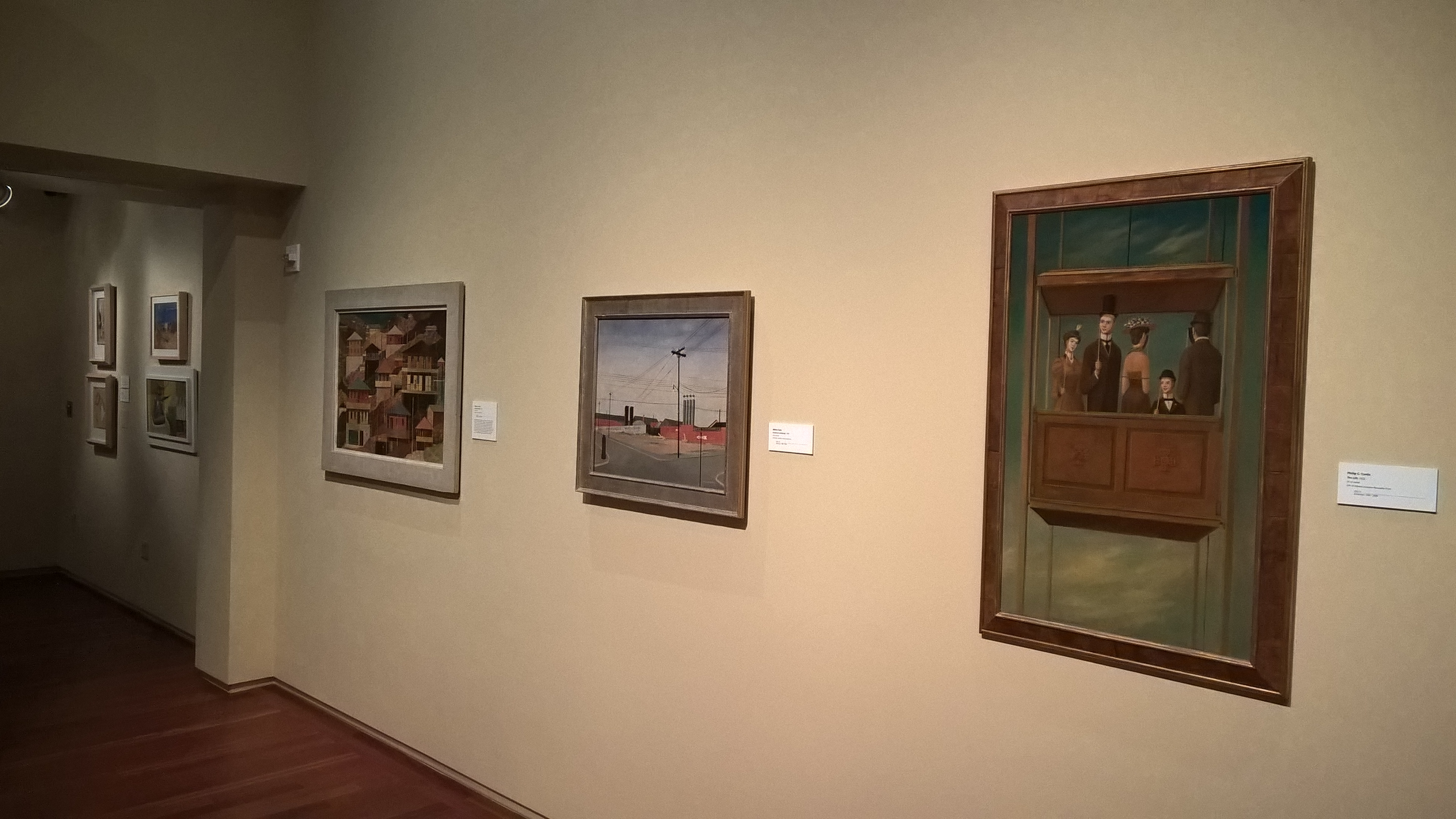
Gemäldegalerie American Art
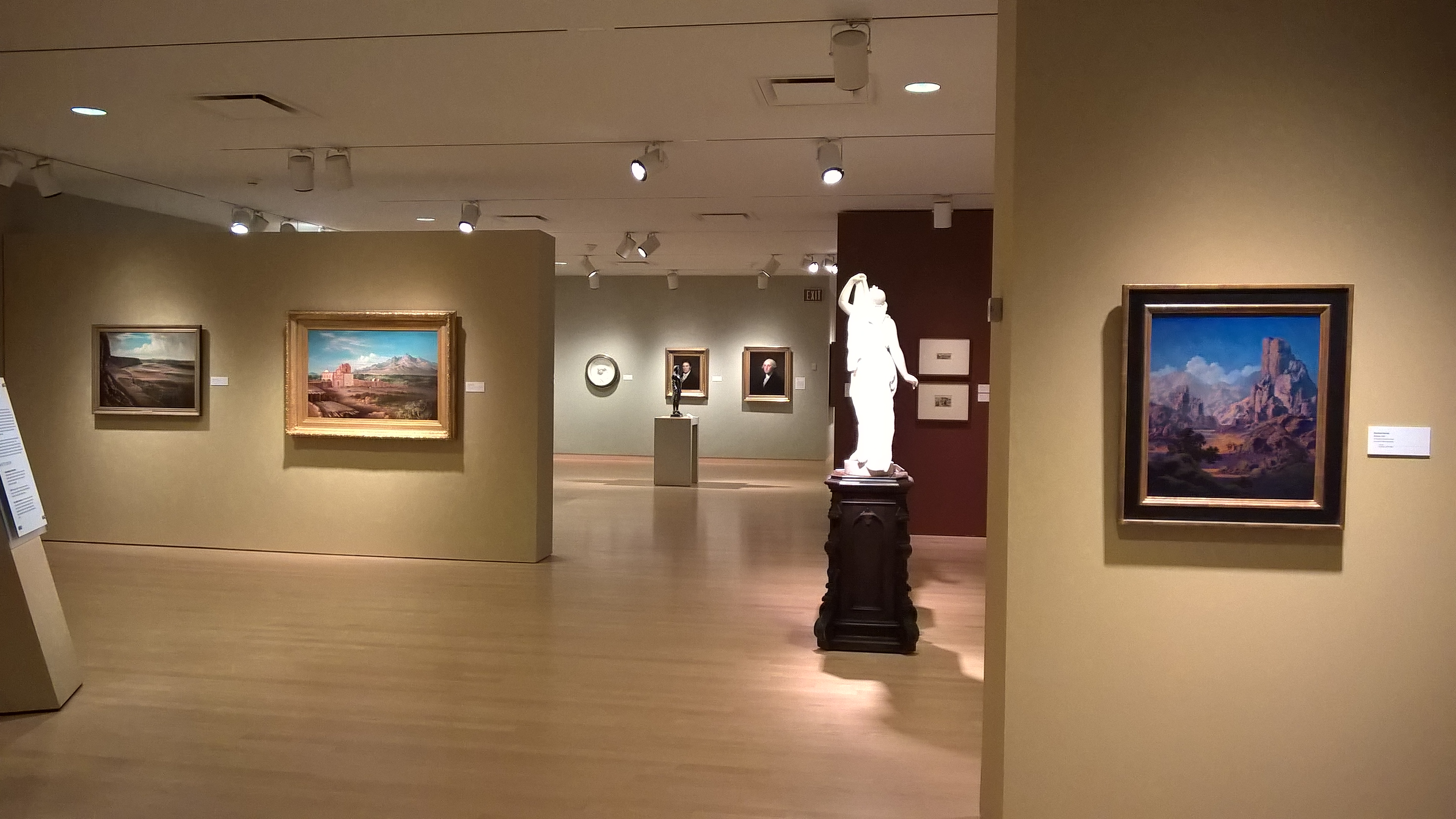
Ausstellungsraum American Art
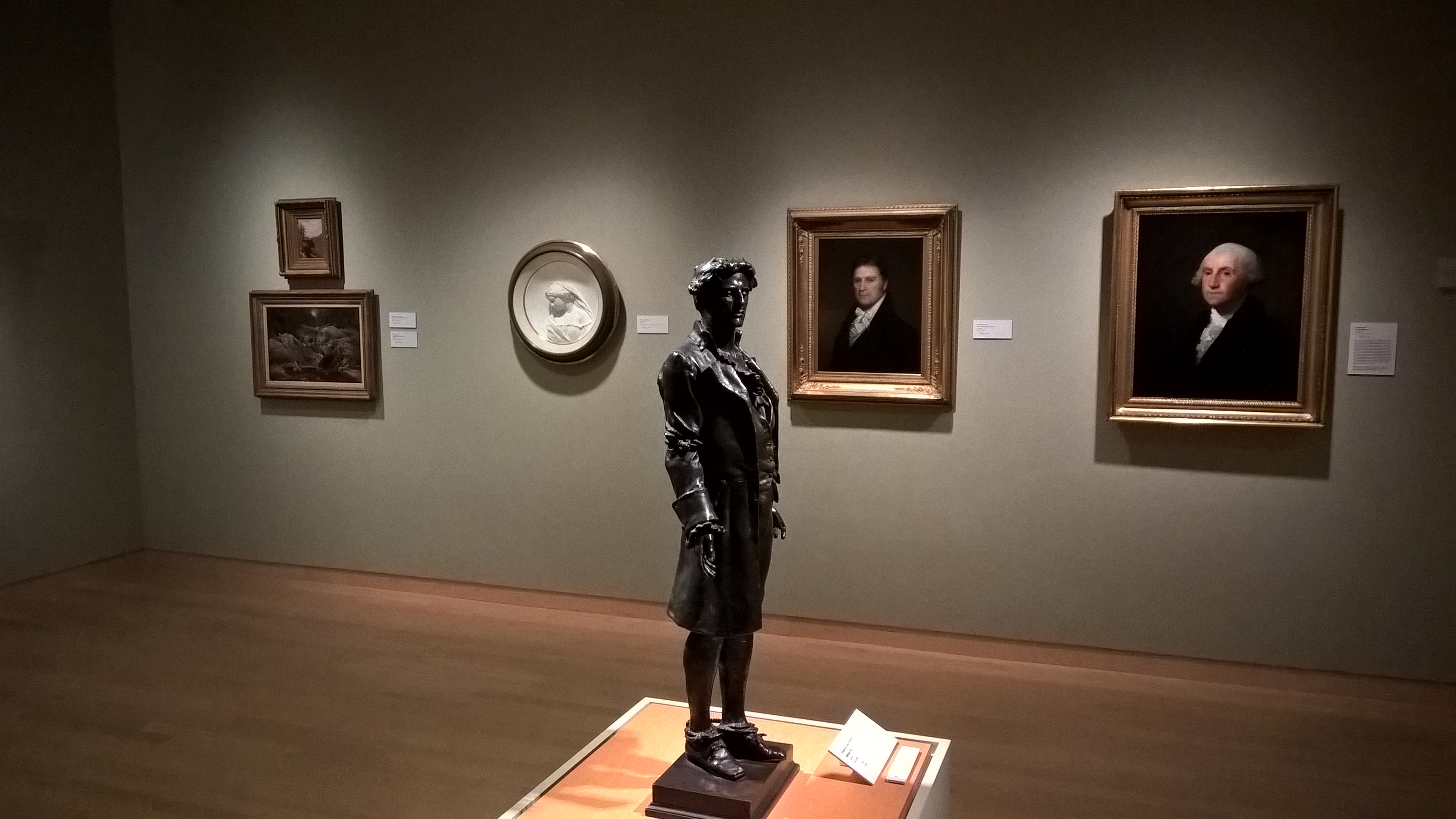
Ausstellungsraum American Art
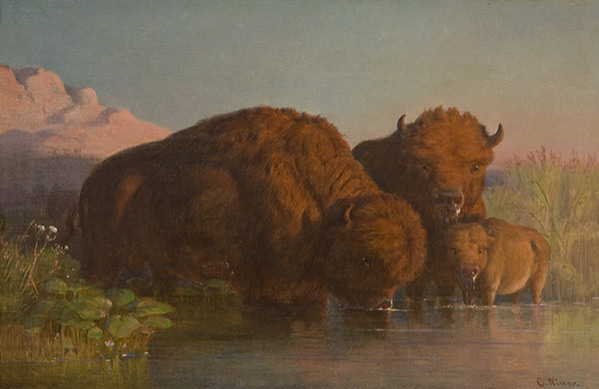
Charles Wimar: Buffalo Drinking, zwischen 1861 und 1862
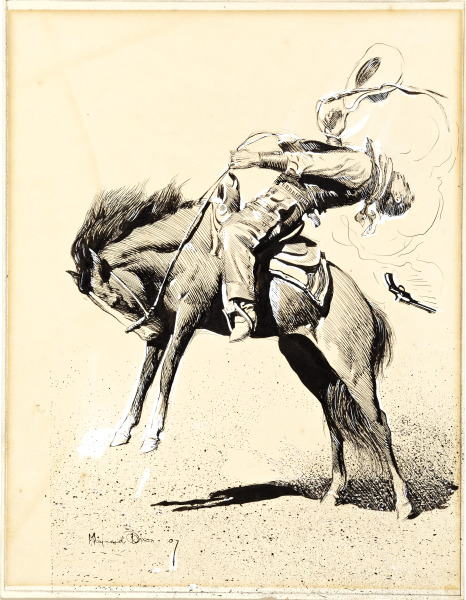
Maynard Dixon (1875–1946): Der junge Reiter wird nach hinten abgeworfen

Die amerikanische Sammlung umfasst Werke von Künstlern aus dem späten 18. bis zum 20. Jahrhundert, darunter Gilbert Stuart, Louis Ritman, William Merritt Chase und andere. In der Sammlung findet der Besucher das Athenaeum Portrait des verstorbenen George Washington, ein Gemälde von Stuart. Ritmans Blumengarten ist ebenfalls im Museum ausgestellt und ein Beispiel für den dekorativen Impressionismus. The White Rose (Portrait of Miss Jessup) ist ebenfalls im Museum zu sehen und gehört zu W. M. Chases Werken des späten 19. Jahrhunderts. Die Western American Collection zeigt die Kulturgeschichte Arizonas und des Südwestens. In dieser Sammlung findet der Besucher das Werk des „amerikanischen Cézanne“ Willard Nash mit dem Titel Untitled (Santa Fe Landscape), das als eines seiner besten Werke gilt. John Mix Stanleys Landschaftsgemälde Chain of Spires along the Gila River zeigt die Stille des Landes mit seiner Flora und Fauna, darunter Feigenkakteen, Saguaro, Cholla und Hirsche.

### Lateinamerikanische Kunst
Die lateinamerikanische Sammlung umfasst verschiedene Bereiche, darunter Möbel und dekorative Kunst. Beeinflusst von der religiösen Kultur zeigt die Sammlung auch religiöse Gemälde mexikanischer Künstler. Eines der Werke stammt von einem anonymen mexikanischen Maler, der die Jungfrau Maria in einem Medaillon mit dem Titel Escudo de monja (Nonnenschild) dargestellt hat. Das Gemälde El Suicidio de Dorothy Hale (Der Selbstmord von Dorothy Hale) ging 1960 in den Besitz des Phoenix Art Museum über, als die Dramatikerin und Verlegerin Clare Boothe Luce es dem Museum schenkte. Angeblich wurde das Gemälde zu Ehren einer verstorbenen Freundin von Luce angefertigt. Der Grund für die Schenkung war jedoch ihre Abneigung gegen das Werk von Frida Kahlo. La pareja en rojo (Das rote Paar) ist eines von vielen Werken Rufino Tamayos.

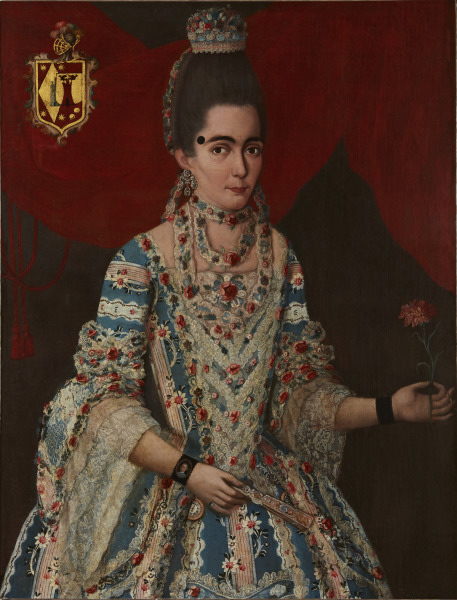
Porträt von Doña Maria Moreno y Buenaventura, unbekannter mexikanischer Maler, ca. 1760

### Europäische Kunst

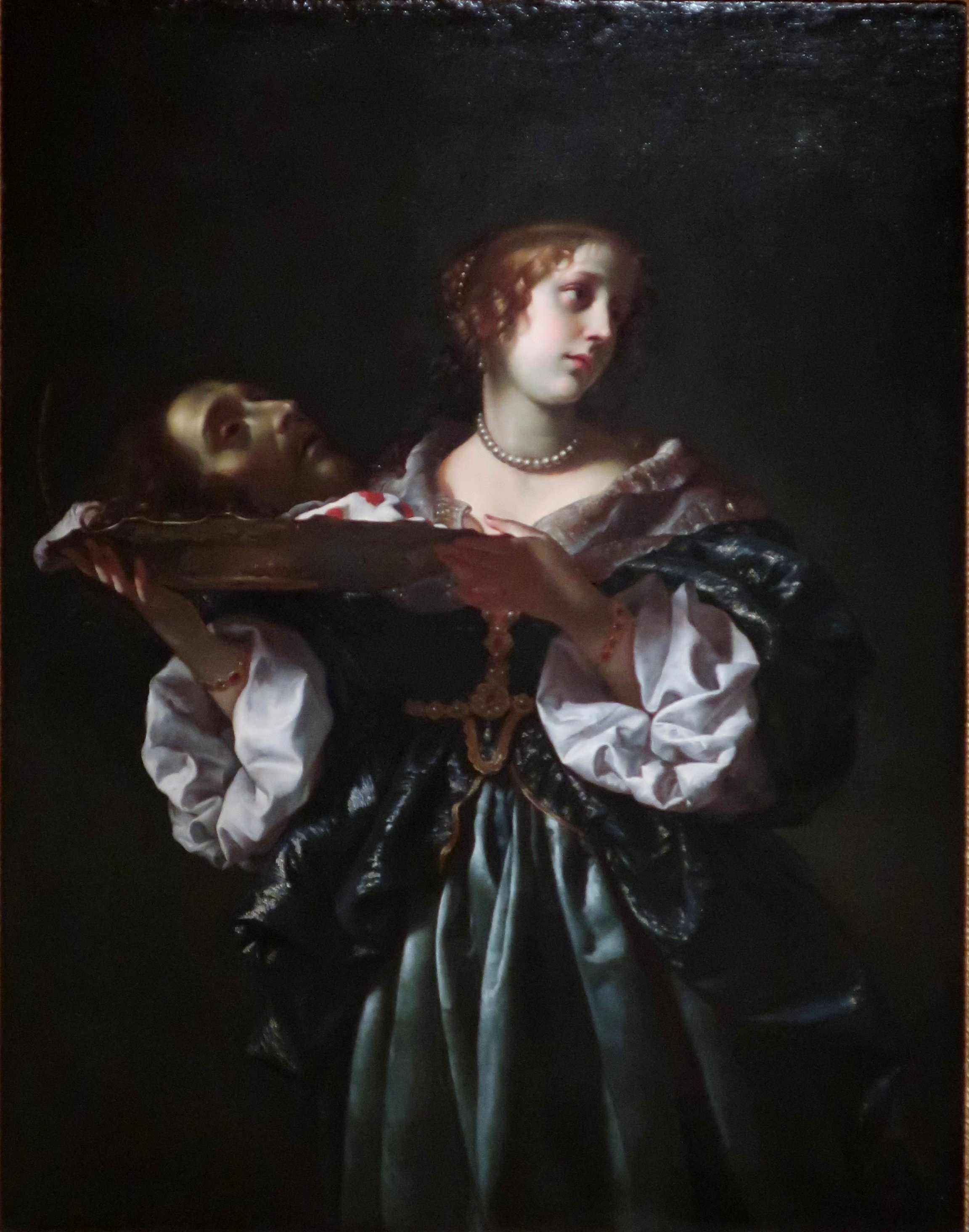
Carlo Dolci (1616–1687); Salome mit dem Haupt des hl. Johannes des Täufers
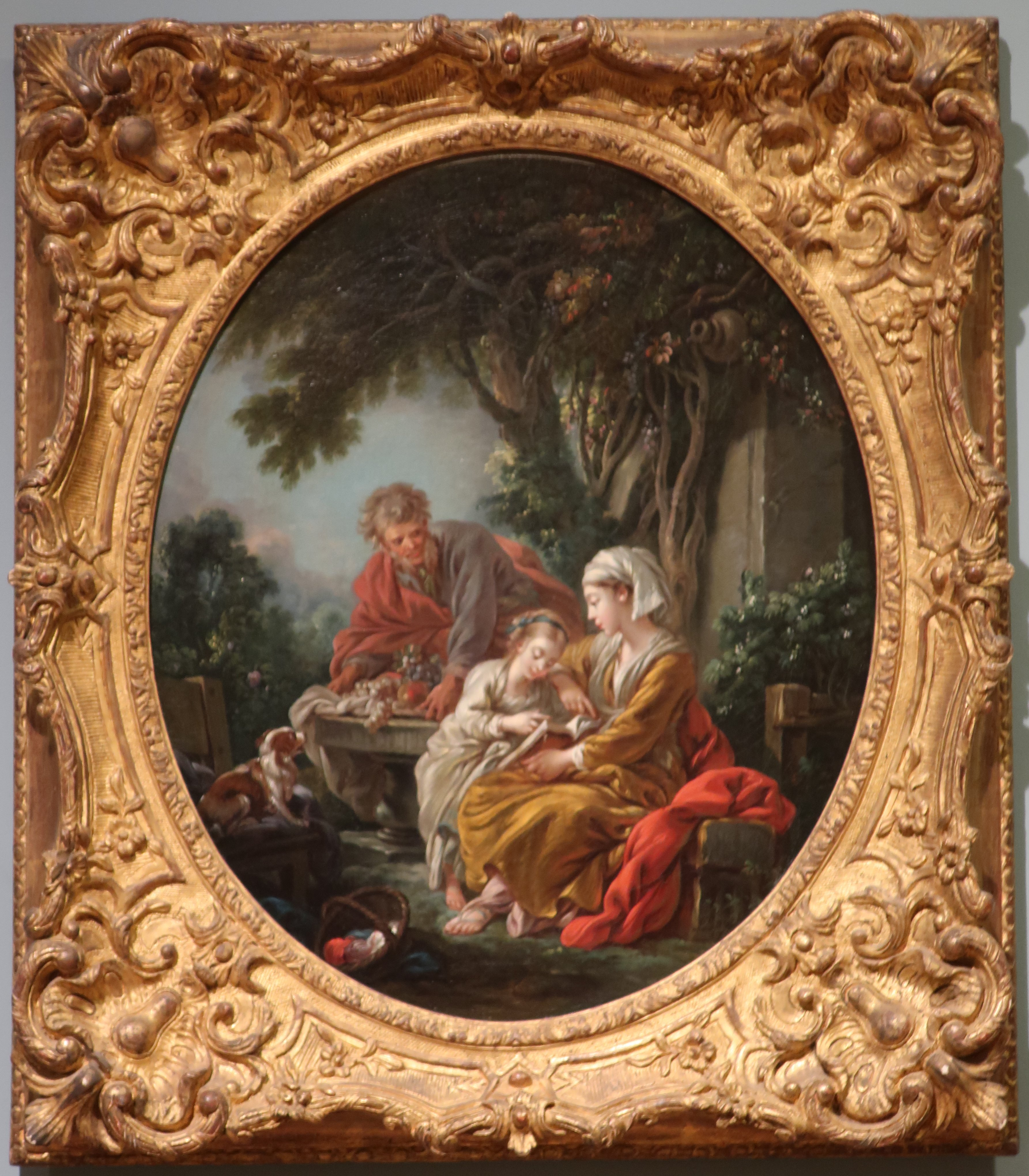
François Boucher: Der Leseunterricht, zwischen 1765 und 1768
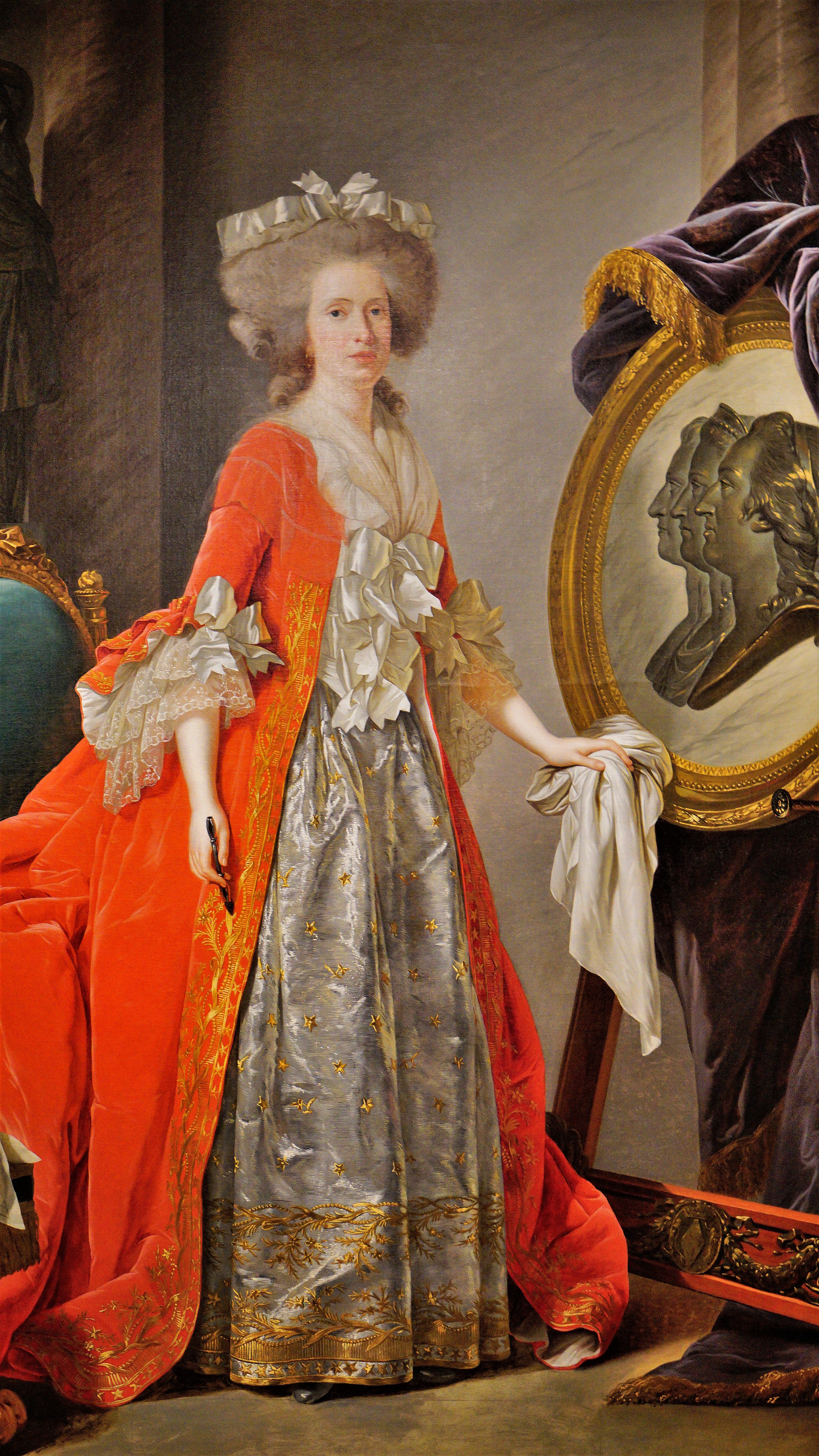
Adelaide Labille-Guiard: Madame Adelaide, 1791
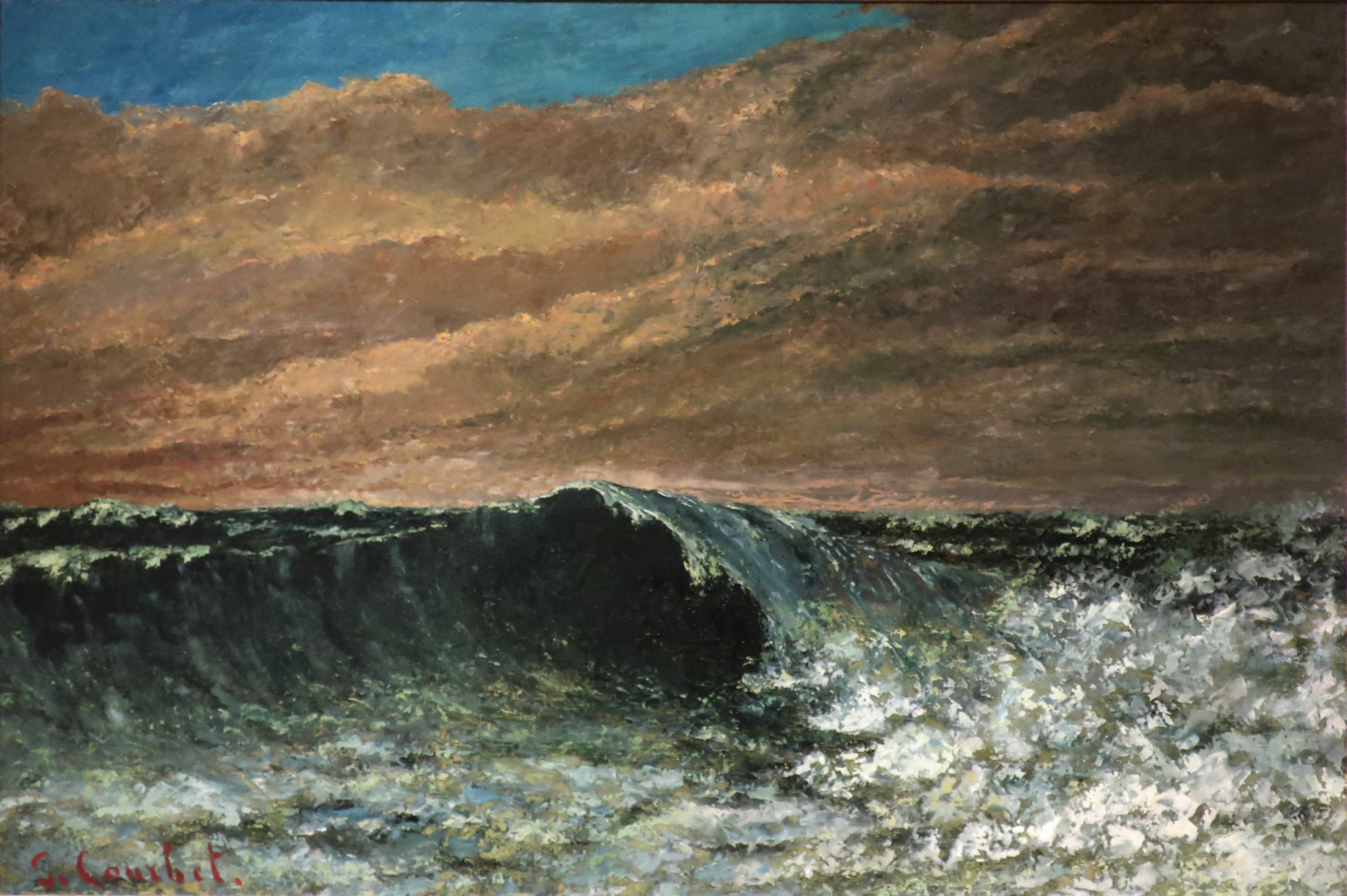
Gustave Courbet: Strand bei Dieppe, zwischen 1865 und 1870
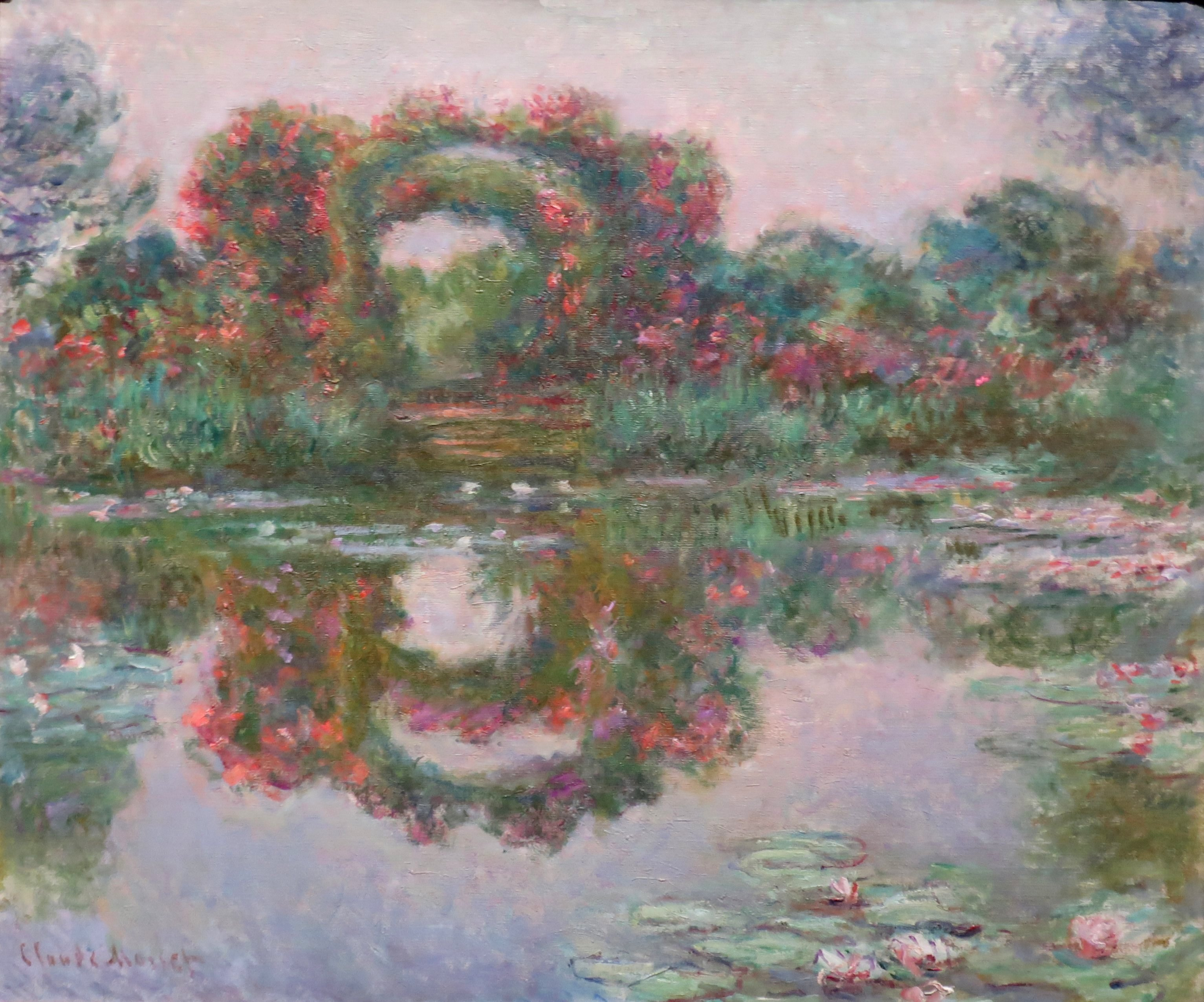
Claude Monet: Flowering Arches, Giverny, 1913
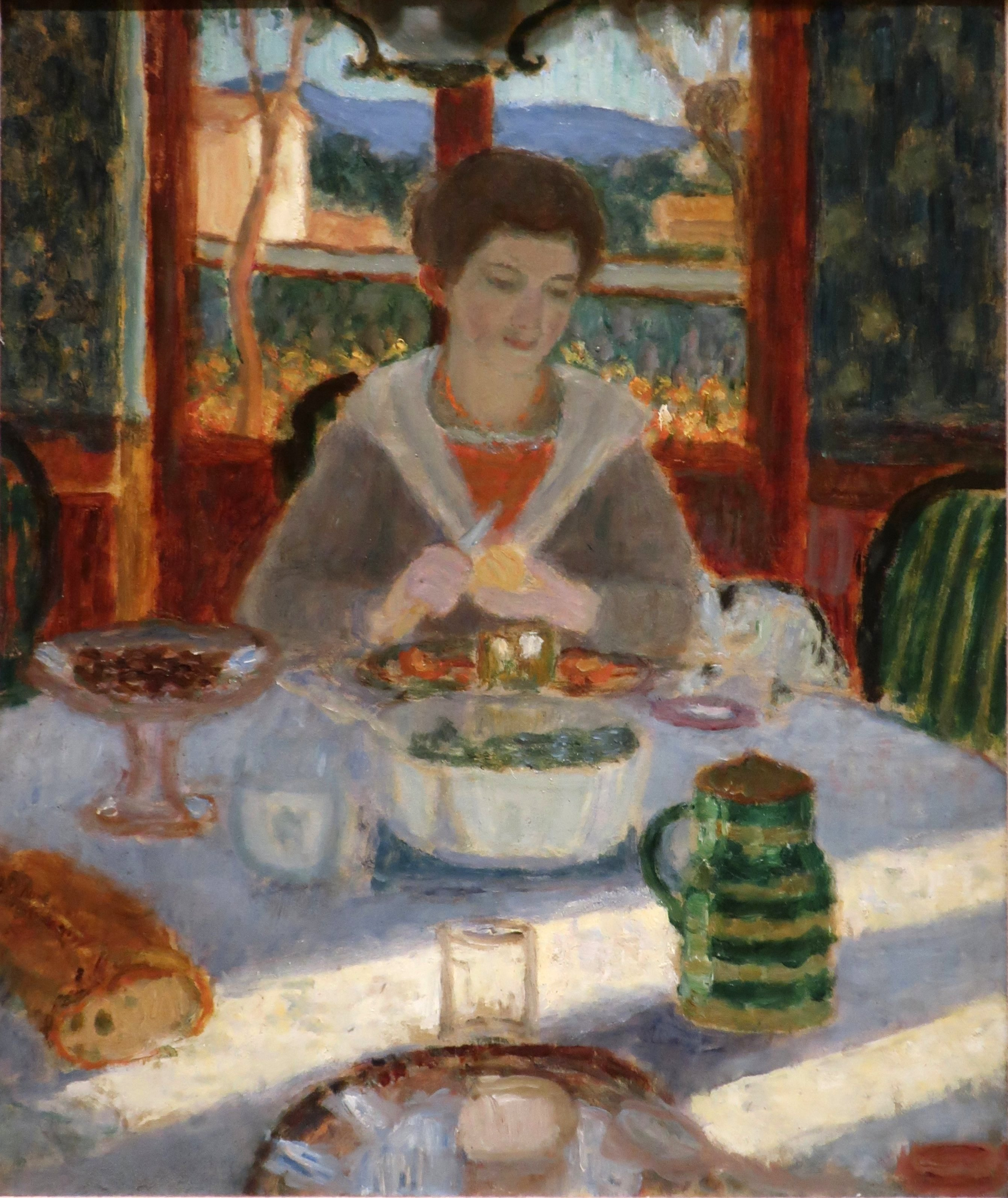
Eugène Antoine Durenne: Das Dessert (Mädchen beim Obstschälen), 1918
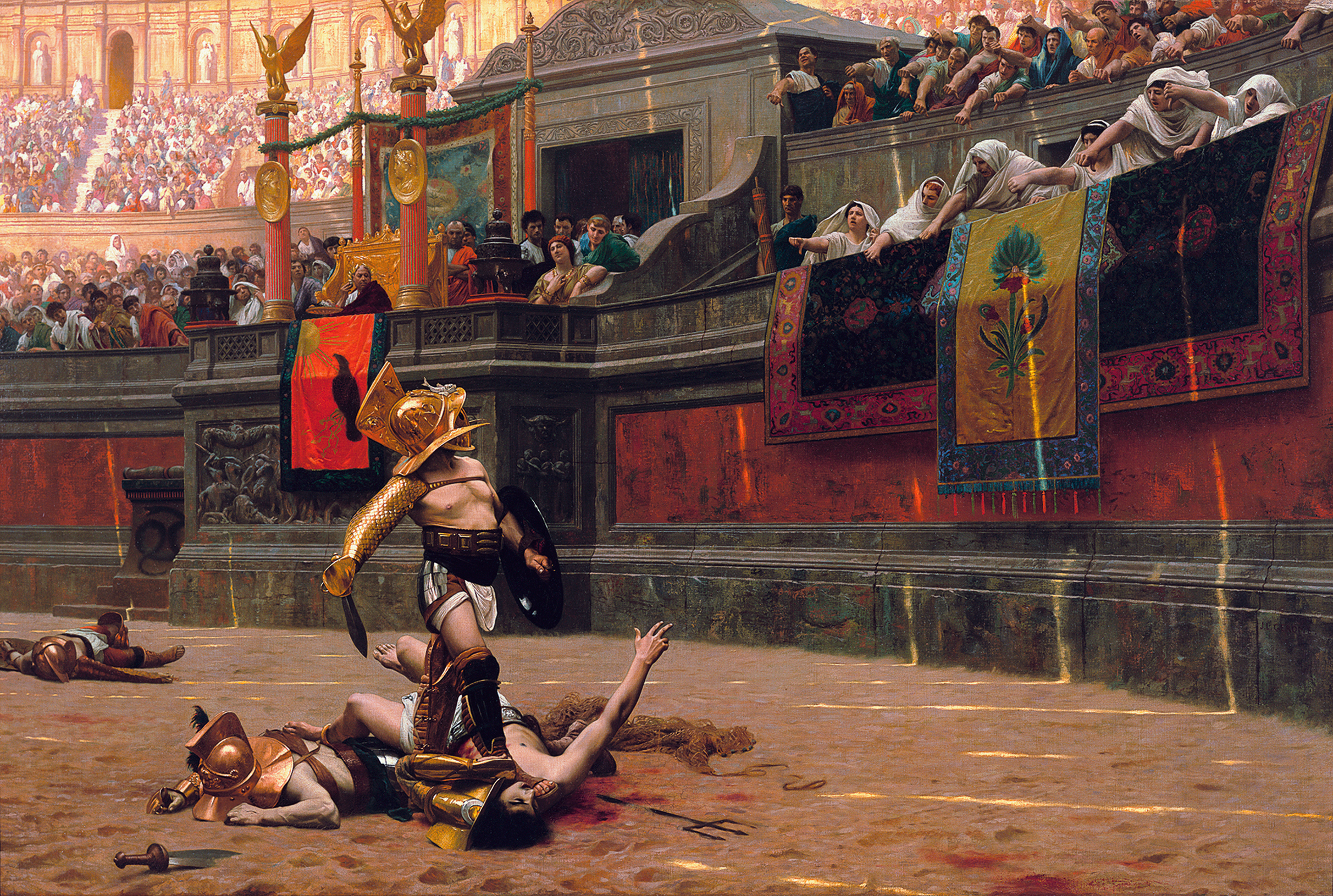
Jean-Léon Gérôme: Pollice Verso, 1872

Die europäische Sammlung des Phoenix Art Museums zählt mehr als 1200 Gemälde, Zeichnungen und Skulpturen. Die Sammlung umfasst Werke aus dem 14. bis 19. Jahrhundert und zeigt die Epochen von der Frührenaissance bis zum Impressionismus. Zu den ausgestellten Künstlern gehören Marco Palmezzano, der Meister von Astorga, Giovanni Francesco Barbieri (Il Guercino), Abraham Janssens, François Boucher, George Romney, Jean-Baptiste Greuze, Jean-Antoine Houdon, Jean-Léon Gérôme, Auguste Rodin, Antoine-Jean Gros, Ferdinand-Victor-Eugène Delacroix, Gustave Courbet und Claude Monet.

### Asiatische Kunst

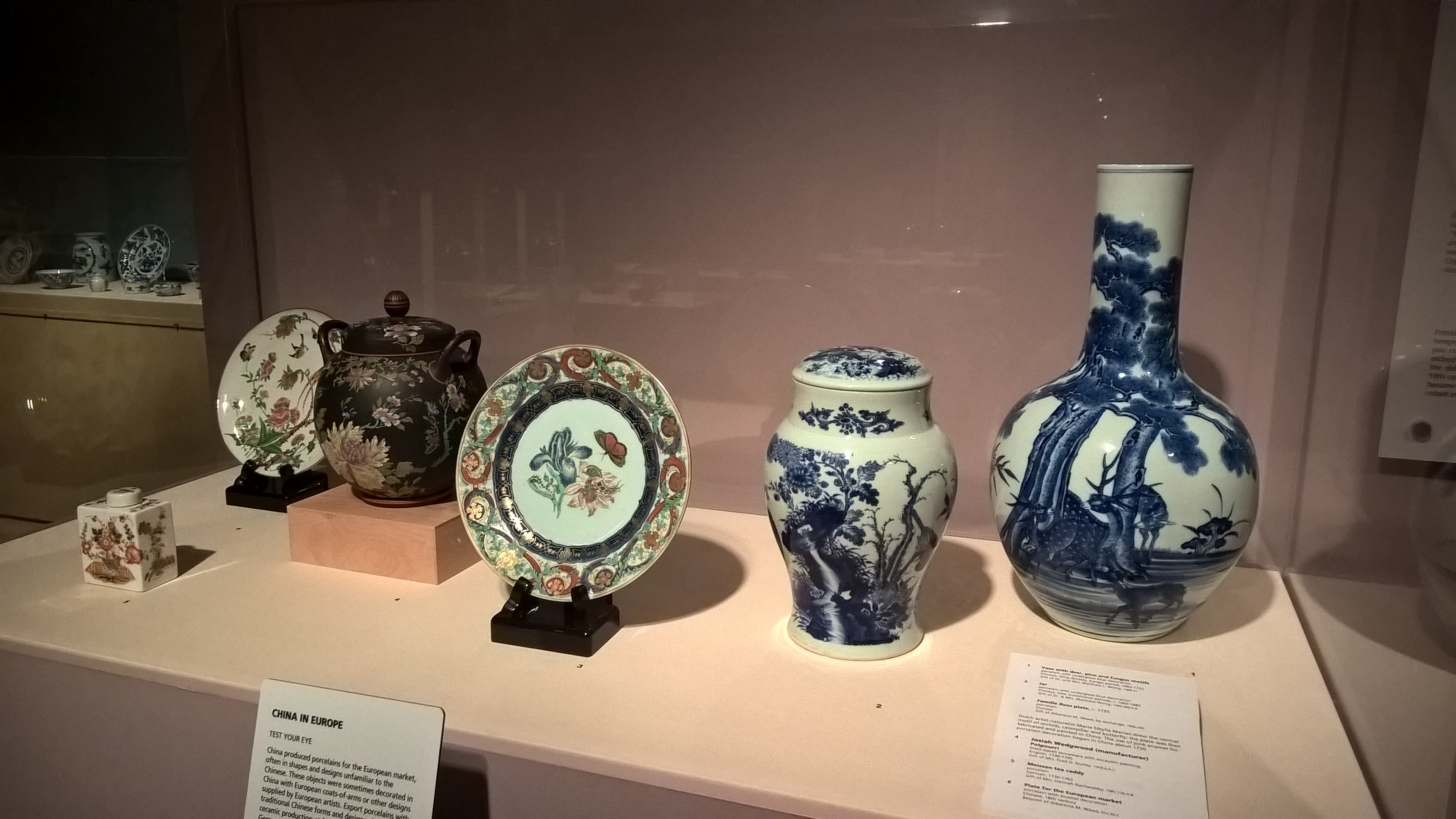
Chinesisches Exportporzellan
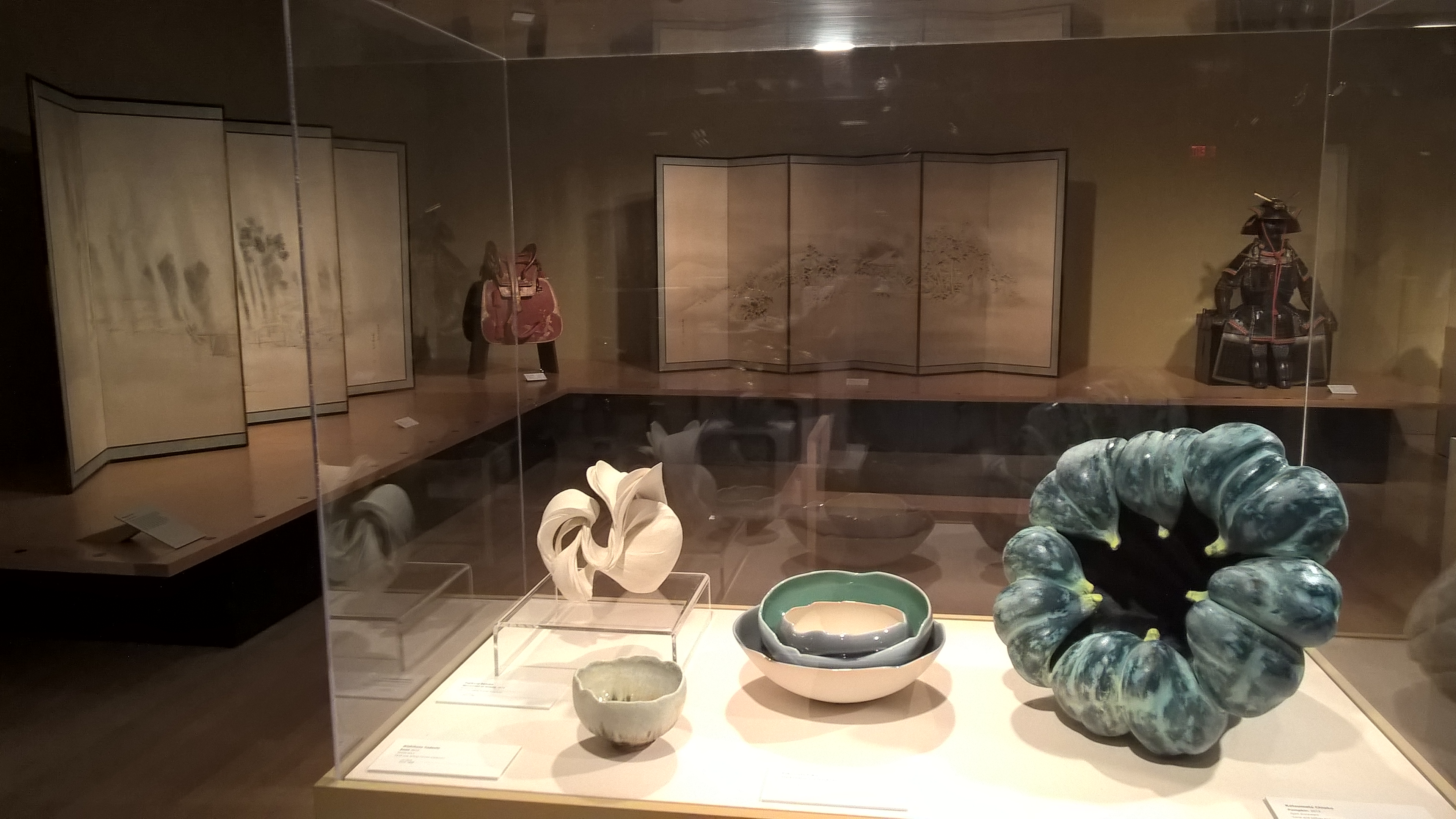
Moderne asiatische Keramik
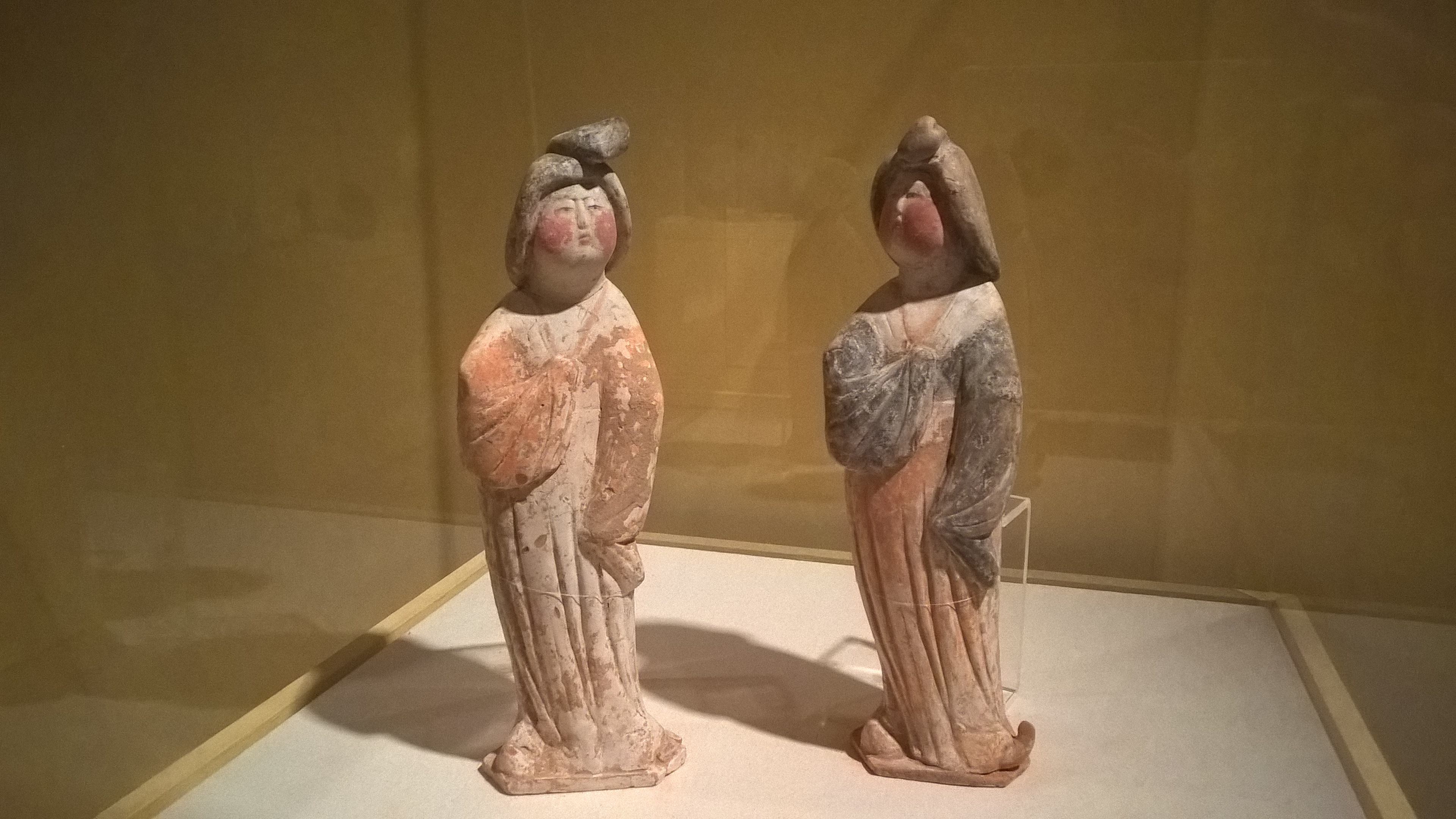
Zwei chinesische Terrakottafiguren, sog. Fat Ladies (Yuanren)
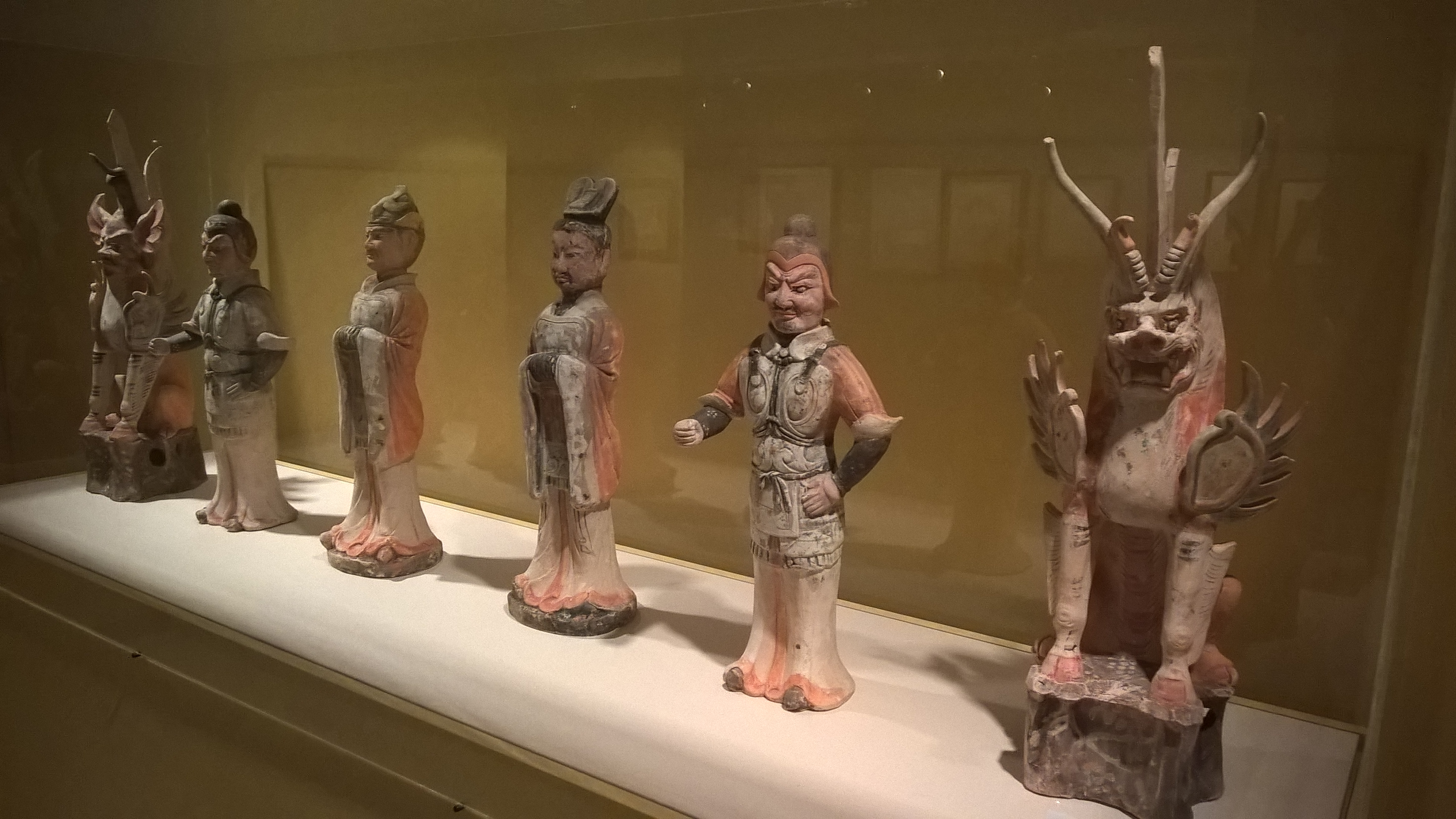
Chinesische Terrakottafiguren
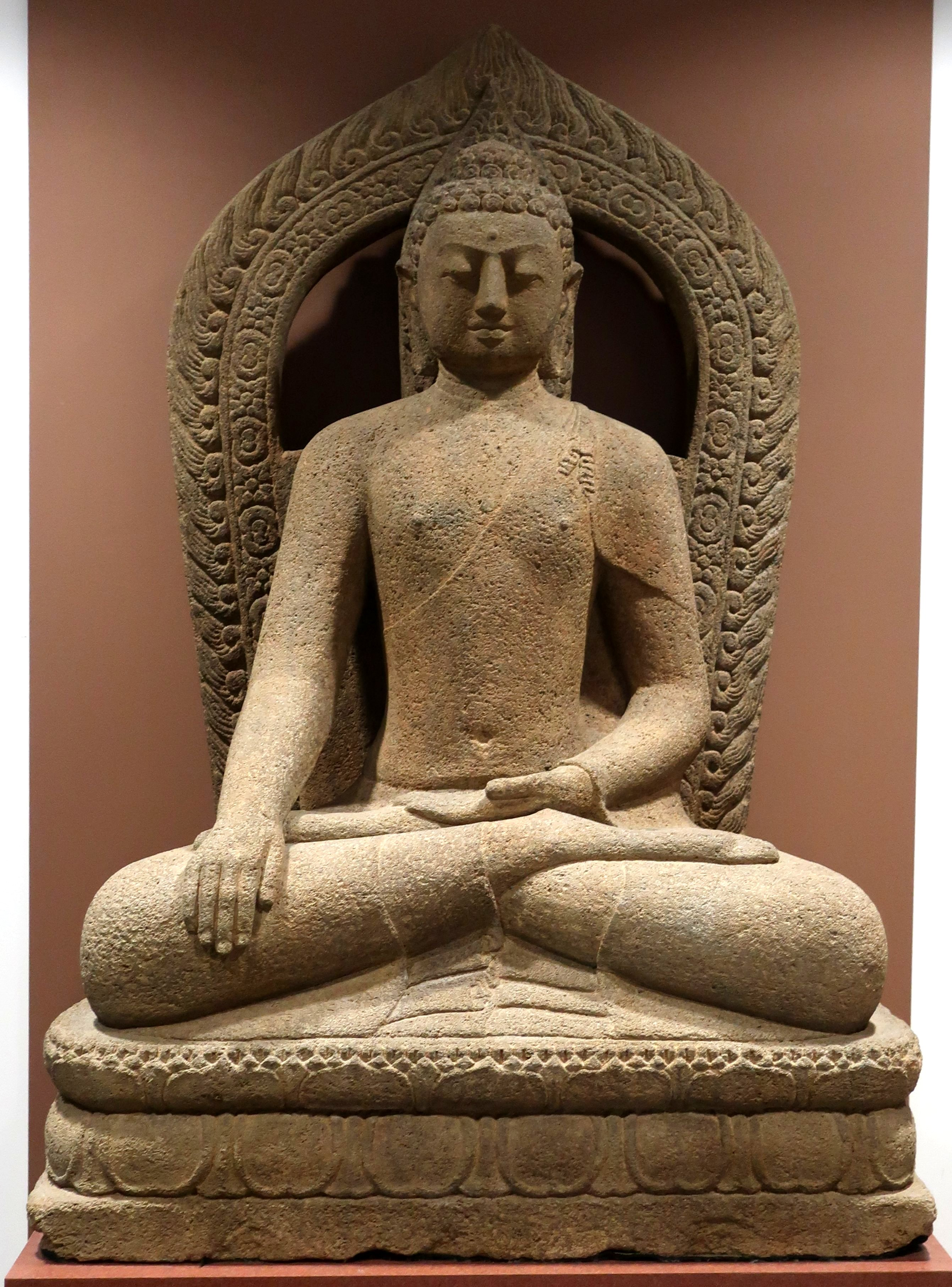
Sitzender Buddha Akshobhya, Java, frühes 9. Jahrhundert
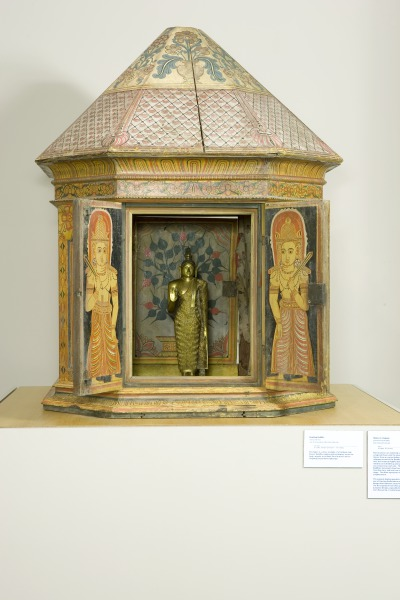
Buddhistischer Schrein (Pirit Mandapaya), geöffnet. Sri Lanka, 19. Jhdt.
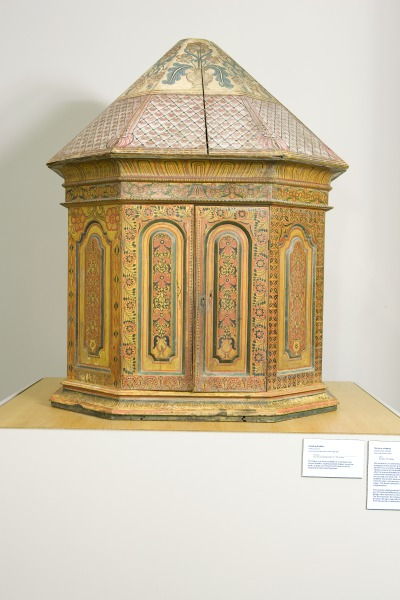
Buddhistischer Schrein (Pirit Mandapaya), geschlossen. Sri Lanka, 19. Jhdt.
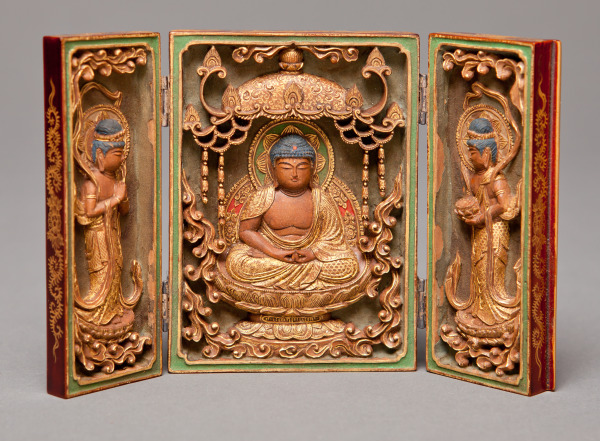
Buddhistischer Taschenschrein, 19. Jahrhundert
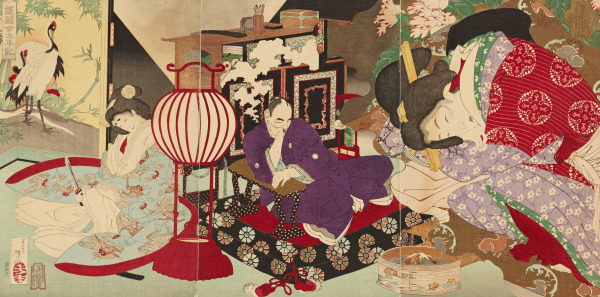
Tsukioka Yoshitoshi (1839–1892): Eine Frau rettet die Nation. Aus der Serie der Taiheiki Chronik

Die asiatische Sammlung umfasst Werke aus zahlreichen Epochen und Ländern, darunter Indien, Pakistan, Iran, Nepal, Tibet, China, Korea, Japan, Vietnam, Thailand, Burma und Java. Die chinesische Sammlung, die zu den bedeutendsten und umfangreichsten gehört, beginnt mit archäologischen Objekten, die die alte chinesische und koreanische Tradition der Grabbeigaben dokumentieren, darunter figürliche Tonskulpturen, antike Keramik und Bronze. Die ältesten Objekte des Museums befinden sich in der Asiensammlung. Die Entwicklung der chinesischen Keramik, die im Porzellan gipfelte, wird in der Sammlung ausführlich dargestellt. Beispiele von Jadeschnitzereien vom Neolithikum bis zum 19. Jahrhundert werden durch spätere Bronzeobjekte und Cloisonné-Email aus China und Japan ergänzt. Die Sammlung umfasst chinesische Malerei vom 14. bis zum 20. Jahrhundert, japanische Kunst mit Farbholzschnitten, Paravents und Gemälden sowie mehrere japanische Samurai-Rüstungen und Zubehör. Religiöse Kunstwerke aus der hinduistischen und buddhistischen Tradition verschiedener Länder umfassen vergoldete Bronzeskulpturen und zwei vollständige Schreine. Eine Sammlung sinotibetischer buddhistischer Bronzen zeigt fast alle Gottheiten des esoterischen Buddhismus. Weitere buddhistische Werke aus Thailand, Burma und Java zeugen von der Verbreitung des Buddhismus in Asien.

### Kleidung und Mode
Das Phoenix Art Museum zeigt mehr als 4500 Kleidungsstücke, Schuhe und Accessoires aus Amerika und Europa vom 18. bis zum späten 20. Jahrhundert, darunter Werke berühmter amerikanischer Designer wie Galanos, Norell, Claire McCardell und Adrian. Auch bekannte europäische Designer wie Yves Saint Laurent, Chanel, Balenciaga und Christian Dior sind in der Sammlung vertreten.

### Moderne Kunst
Die Sammlung moderner Kunst umfasst Werke von der Jahrhundertwende bis zur Mitte des 20. Jahrhunderts. Mit rund 2400 Gemälden, Skulpturen und Arbeiten auf Papier repräsentiert die Sammlung viele der Wegbereiter der Moderne in Europa und Nordamerika. Die Sammlung umfasst Werke, die die Entwicklungen des Postimpressionismus, des Surrealismus, der geometrischen Abstraktion, des Regionalismus und der American Scene bis hin zu den Anfängen des Abstrakten Expressionismus aufzeigen. Zu den vertretenen Künstlern gehören: Pablo Picasso, Jean Cocteau, Milton Avery, Stuart Davis, Hugo Robus, Florine Stettheimer, Marsden Hartley, Joseph Stella, Arthur Dove, Raymond Jonson, Oscar Bluemner, Georgia O’Keeffe.

### Zeitgenössische Kunst
Die Sammlung zeitgenössischer Kunst, die nach 1960 entstanden ist, umfasst Malerei, Skulptur, Video, digitale Kunst und Kunst der neuen Medien, darunter Werke von Olafur Eliasson, Anish Kapoor, Yayoi Kusama, Sol LeWitt, Maya Lin, Glenn Ligon, Josiah McElheny, Julian Opie, Cornelia Parker und Kehinde Wiley. Die zeitgenössische Sammlung ist bestrebt, wichtige Werke zu erwerben, die sowohl die Tiefe als auch die Breite der Sammlung des Museums erweitern und gleichzeitig die kulturelle und geografische Vielfalt des Museums vergrößern. Seit 2016 konzentriert sich das Museum auf den Erwerb von Werken von Frauen, farbigen Künstlern und LGBTQI+- Kunstschaffenden.

### Fotografie
Das Center for Creative Photography der University of Arizona im Phoenix Art Museum gilt als eines der weltweit führenden Studienzentren für die Geschichte der Fotografie. Das Zentrum wurde 1975 nach einem Treffen zwischen dem Präsidenten der Universität, John Schaefer, und Ansel Adams eröffnet. Aus den Archiven von fünf Meisterfotografen – Ansel Adams, Wynn Bullock, Harry Callahan, Aaron Siskind und Frederick Sommer – ist die Sammlung auf 270 Archivbestände angewachsen. Darunter befinden sich einige der bekanntesten Namen der nordamerikanischen Fotografie des 20. Jahrhunderts: W. Eugene Smith, Lola Alvarez Bravo, Edward Weston und Garry Winogrand. Insgesamt umfasst die Sammlung des Centers mehr als acht Millionen Archivalien, darunter Negative, Arbeitsabzüge, Kontaktbögen, Alben, Sammelalben, Korrespondenz, Schriften, audiovisuelles Material und Memorabilien. Neben kompletten Archivsammlungen erwirbt das Zentrum auch aktiv einzelne Fotografien moderner und zeitgenössischer Fotografen. Derzeit umfasst die Sammlung über 90.000 Werke von mehr als 2200 Fotografen. Eine Bibliothek mit Büchern, Zeitschriften, Ausstellungs- und Auktionskatalogen, darunter viele seltene Publikationen, sowie eine umfangreiche Sammlung mündlicher Überlieferungen ergänzen die Archiv- und Kunstdrucksammlungen. Die kombinierten Kunst-, Archiv- und Forschungssammlungen des Zentrums stellen eine einzigartige Ressource für Forschung, Ausstellungen, Leihgaben und Wanderausstellungen dar.